# Lydia Capolicchio
Paola Lydia Capolicchio, född 7 januari 1964 i Borås, är en svensk journalist. Hon har varit yrkesverksam i flera dagstidningar, radioprogram och TV-kanaler.
Familjen flyttade så småningom till Skåne där hon debuterade i unga år som reporter och radiopratare i lokala dagstidningar och radioprogram.
År 1986 upptäcktes hon av tv-producenten Johan Segerstedt, SVT vilket resulterade i TV-debuten Rock från Kulturbolaget. Efter detta har den svenska publiken kunnat se henne i debatt- och nyhetsprogram men också i underhållning. Hon var länge morgonvärd i SVT 2:s Gomorron Sverige men också i TV4:s Nyhetsmorgon. Under TV3-starten representerade hon kanalen i Sverige, Norge och Danmark i olika program. Tydligast förknippad är hon dock med debattprogrammet Svart eller vitt i TV4.
År 1992 ledde hon Eurovision Song Contest i Malmö efter att Carola Häggkvist hade vunnit tävlingen föregående år i Rom.
Capolicchio är gift och har två barn, tvillingar.

## Källhänvisningar
1. ↑  Folkbokföring". Ratsit.se. Läst 17 augusti 2014.
2. ↑  Clifford Johansen (2007-10-25/2010-06-29): "Lydia Capolicchio invigde mässan". Arkiverad 19 augusti 2014 hämtat från the Wayback Machine. Kristianstadsbladet.se. Läst 17 augusti 2014.
3. ↑  "Journalist". Lydiacapolicchio.se. Läst 17 augusti 2014.